# 熊本市電百貫線
百貫線（ひゃっかんせん）は、かつて熊本県熊本市の高麗門停留場（1916年から1928年までは田崎停留場）から百貫石停留場までを結んでいた熊本電気軌道の路面電車の路線。休止中に熊本市に買収されたが、再開されることなく廃止された。

## 概要
熊本市と、港町である百貫石（百貫港）を結ぶために建設された。路線は鹿児島本線西側から坪井川に沿って延びていた。
戦時中に休止したのち、熊本電気軌道が熊本市に買収され、川尻線とともに熊本市交通局の路線となった。1965年（昭和40年）特許切れにより、運行が再開されることなく廃止。結局、熊本市が電車を運行することはなかった。車両は1948年に開業となった富山地方鉄道高岡軌道線に譲渡されたが老朽化が激しく使用されなかった。

### 路線データ
- 路線距離（営業キロ）：6.539km
- 軌間：1,067mm
- 停留場数：12（起終点含む）
- 電化区間：全線電化（直流550V）

## 運行形態
蒸気時代は全線を43分。40分毎に運転した。電車になってからは5時30分より23時30分まで12分毎で運行した。

## 歴史
熊本軌道は1911年（明治44年）5月に設立。12月に大日本軌道より飽託郡河内村-春日町間の軌道特許権を譲り受けた。社長の大淵龍太郎は大日本軌道の取締役で大日本軌道熊本支社設立に関わり1915年に開通した御船鉄道の取締役でもあった。また大株主の岡半右衛門も大日本軌道の役員であり三重県津市在住で大日本軌道伊勢支社の設立に関わり、他に伊勢鉄道（伊勢電気鉄道）の役員であった。
開業はしたものの成績は計画通りには行かず百貫石より先の延長線も実現の目処がたたなかった。経費を節減しても物価が高騰しており機関車の修理部品調達にも苦労し、運転回数を減らすはめとなった。これによりさらに乗客の減少をまねき経営は悪化していた。そんな状況の中1919年（大正8年）3月の臨時総会で電車化を決議し、運行を休止し電化の準備に入った。ところが運転休止中の1921年（大正10年）に熊本電気軌道に経営権が移る。そして熊本電気軌道のもとで工事がすすめられ1923年（大正12年）10月に田崎 - 百貫石間が電車化され営業が再開された。
- 1912年（明治45年）6月10日：熊本軌道が田崎 - 楢崎（松尾）間を開業（動力蒸気、軌間762mm）[9][10]。
- 1912年（大正元年）11月22日：松尾 - 百貫石間を開業[11]。
- 1916年（大正5年）11月12日：高麗門 - 田崎間を開業[12]。
- 1917年（大正6年）3月：貨物営業開始。
- 1920年（大正9年）8月24日：電化工事のため休止。
- 1921年（大正10年）12月27日：熊本軌道は熊本電気軌道に合併。
- 1923年（大正12年）10月1日：田崎 - 百貫石間電化開業（軌間1067mm）
- 1928年（昭和3年）10月30日：高麗門 - 春日町間を特許期限切れにより廃止。
- 1945年（昭和20年）
  - 3月1日：田崎 - 百貫石間休止
  - 11月30日：熊本市に川尻線とともに買収される。
- 1965年（昭和40年）2月11日：全線廃止。

## 停留場一覧
田崎 - 高野辺田 - 上代 - 上高橋 - 下高橋 - 松尾 - 楢崎 - 千金甲 - 百貫石

### 熊本電気軌道時代に廃止された区間
高麗門 - 祇園町 - 春日町 - 田崎
いずれも1916年11月12日開業、1920年8月24日に休止し、田崎停留場以外は1928年10月30日廃止。

## 接続路線
なし
- 田崎停留場は、鹿児島本線の踏切際にあり、熊本駅との徒歩連絡が可能だった。また、田崎停留場のあった位置から踏切をはさんで徒歩数分の位置に、現在熊本市電田崎線田崎橋停留場があるが、田崎線は1959年（昭和34年）開業のため、百貫線営業時には存在していなかった。

## 輸送・収支実績
| 年度 | 輸送人員（人） | 貨物量（トン） | 営業収入（円） | 営業費（円） | 営業益金（円） | その他益金（円） | 支払利子（円） |
| ---- | -------------- | -------------- | -------------- | ------------ | -------------- | ---------------- | -------------- |
| 1912 | 101,426        |                | 6,014          | 2,395        | 3,619          |                  |                |
| 1913 | 239,677        |                | 15,071         | 8,945        | 6,126          | 利子14           |                |
| 1914 | 282,395        |                | 15,701         | 10,146       | 5,555          | 利子24           |                |
| 1915 | 239,713        |                | 13,062         | 9,933        | 3,129          | 利子248          |                |
| 1916 | 241,971        |                | 12,732         | 9,279        | 3,453          |                  |                |
| 1917 | 264,311        | 893            | 19,467         | 13,605       | 5,862          | 2,659            |                |
| 1918 | 150,861        |                | 15,005         | 15,355       | ▲ 350          |                  | 5,277          |
| 1919 | 36,311         | 123            | 4,037          | 7,495        | ▲ 3,458        |                  | 5,299          |
| 1920 | 運転休止中     |                |                |              |                |                  |                |
| 1921 | 運転休止中     |                |                |              |                |                  |                |
| 1922 | 運転休止中     |                |                |              |                |                  |                |
| 1923 | 37,724         |                | 6,079          | 3,511        | 2,568          |                  |                |
| 1924 | 423,115        |                | 66,466         | 36,639       | 29,827         |                  | 14,298         |
| 1925 | 397,638        |                | 59,515         | 31,170       | 28,345         |                  | 10,841         |

- 鉄道院年報、鉄道院鉄道統計資料、鉄道省鉄道統計資料各年度版

## 車両
1912年度は蒸気機関車3両、客車4両。1913年度から蒸気機関車5両、客車6両、有蓋貨車（魚運車）2両となる。以後電車化されるまで変わらない。製造所は機関車1-5号と客車5.6号は大日本軌道鉄工部製。